# Padje Paktjajaure
Padje Paktjajaure är en sjö i Jokkmokks kommun i Lappland och ingår i Piteälvens huvudavrinningsområde. Sjön har en area på 0,385 kvadratkilometer och ligger 508 meter över havet. Padje Paktjajaure ligger i Udtja Natura 2000-område. Sjön avvattnas av vattendraget Udtjabäcken (Paktajåkkå).

## Delavrinningsområde
Padje Paktjajaure ingår i det delavrinningsområde (736452-164304) som SMHI kallar för Inloppet i Vuolle-Paktjajaure. Medelhöjden är 526 meter över havet och ytan är 20,36 kvadratkilometer. Det finns ett avrinningsområde uppströms, och räknas det in blir den ackumulerade arean 90,36 kvadratkilometer. Udtjabäcken (Paktajåkkå) som avvattnar avrinningsområdet har biflödesordning 2, vilket innebär att vattnet flödar genom totalt 2 vattendrag innan det når havet efter 213 kilometer. Avrinningsområdet består mestadels av skog (46 procent) och sankmarker (51 procent). Avrinningsområdet har 0,45 kvadratkilometer vattenytor vilket ger det en sjöprocent på 2,2 procent.